# Paysafecard
Paysafecard je předplacený jednorázový PIN kód, který obsahuje 16 místný číselný řetězec, jehož pomocí lze platit v aplikacích, videohrách a v dalších internetových službách. Při použití se příliš neliší od běžné hotovosti. Je sám o sobě anonymní a má stejnou hodnotu, kterou do ní uživatel nahraje. Službu provozuje společnost Paysafe Prepaid Services Limited, která sídlí ve Vídni. Vlastníkem společnosti je skupina Paysafe Limited.

## Historie
Platební systém paysafecard vznikl v roce 2000 v Rakousku. Metodu vyvinuli Armin Sageder, Michael Müller, Reinhard Eilmsteiner a Michael Altrichter. Rok po svém založení byla paysafecard dostupná kromě fyzické podoby také jako tištěný kupon (tzv. e-voucher). V roce 2003 převedl Armin Sageder pozici generálního ředitele na Michaela Müllera a spolu se spoluzakladatelem firmy Reinhardem Eilmsteinerem společnost opustili. Od roku 2006 se firma zaměřila na expanzi na evropský trh a zahájila provoz v Řecku, Slovinsku, Španělsku, Velké Británii a na Slovensku. V roce 2008 získala paysafecard prostřednictvím své dceřiné společnosti Prepaid Services Company Ltd licenci na elektronické peníze od Britského úřadu pro finanční chování (FCA). S touto licencí lze vydávat elektronické peníze v celé Evropě a služba tak mohla postupně expandovat do mnoha dalších evropských zemí, mimo jiné také do České republiky. V roce 2011 společnost spustila mobilní aplikaci a od roku 2013 je také možné založit osobní účet, kde lze spravovat zakoupené kupony.
Důležitým mezníkem se pro firmu stal rok 2013, kdy dosavadní majitel Michael Müller prodal firmu společnosti Skrill a vedení převedl na svého bratra Uda Müllera. Podle rakouských médií se jednalo o jeden největších start-up exitů v historii Rakouska.
Od roku 2018 je aplikace paysafecard dostupná v obchodě Google Play. V roce 2021 ředitel Paysafe Udo Müller prohloubil spolupráci s Microsoftem a uvedl novou platební metodu – online transakci v nákupním prostředí Microsoft Store pro Xbox.

## paysafecard a Paysafe
V roce 2015 se paysafecard stala součástí nadnárodní online platební společnosti Paysafe Limited (dříve jako Optimal Paymants PLC). Tato skupina nabízí své služby jak pod značkou Paysafe, tak pod názvy svých dceřiných společností, mezi které mimo jiné patří právě paysafecard.

## Rozšíření ve světě
Společnost je nyní se svým základním produktem paysafecard přítomna ve 49 zemích na více než 450 000 prodejních místech po celém světě. Konkrétně se jedná o tyto země: Rakousko, Česká republika, Švédsko, Norsko, Slovensko, Švýcarsko, Belgie, Dánsko, ,Irsko, Polsko, Slovinsko, Velká Británie, Chorvatsko, Francie, Lucembursko, Portugalsko, Španělsko, Spojené státy, Kypr, Německo, Nizozemsko, Rumunsko, Austrálie, Bulharsko, Kanada, Finsko, Maďarsko, Malta, Itálie, Lotyšsko, Litva, Mexiko, Peru, Turecko, Uruguay, Argentina, Řecko, Nový Zéland, Kuvajt, Saúdská Arábie, Gruzie.

## Rozsah služeb
Kupony paysafecard je možné uplatnit při koupi počítačových, konzolových a mobilních videoher a u dalších služeb a aplikací jako je hosting, hudba, filmy či poplatky na seznamkách, u sázkových kanceláří a úložných online médií. Lze s nimi dobít i internetové peněženky.

## Bezpečnost
Paysafecard funguje na podobném principu jako hotovost. Získaný PIN kód je proto nutné chránit podobnými způsoby. Při platbě paysafecard není nutné zadávat citlivé údaje jako číslo platební karty. Je však evidováno mnoho případů, kdy byly PIN kódy od uživatelů vylákány podvodným způsobem. Jedná se zejména o webové stránky slibující paysafecard kódy zdarma nebo nabízející online generátor kódů paysafecard. V takovém případě jde o porušení zákona a podvodník se vystavuje hrozbě trestného stíhání.

## Omezení
Limit pro jednu platbu je 300 €. Registrace do účtu my paysafecard je omezena věkem 16 let.

## Kontroverze

### Zdání anonymity
Služba ve skutečnosti není tak anonymní, protože při svém založení požaduje funkční telefonní číslo.

### Paysafecard není nic jako Mastercard / Visa
Ačkoliv služba používá 16místné číslo, stejně jako karty Mastercard nebo Visa, vůbec to neznamená, že lze touto službou platit ve stejných obchodech.

### Hlava 22
Službu nyní prakticky není možné zrušit:
1. Podmínkou zrušení je nulový zůstatek, kterého ale prakticky nelze dosáhnout.
2. Jediným způsobem, jak nulového zůstatku dosáhnout, je nechat si vrátit zbytek peněz. Za to se účtuje 150 Kč a dojde ke ztrátě anonymity: zákazník musí poskytnout nejen číslo svého bankovního účtu, ale i fotokopie svých dokladů a potvrzení o bydlišti.

## Ocenění
- Paybefore Awards
- 2017 Austria’s Leading Companies
- 2018 Austrian Great Place to Work